# Кременецкое духовное училище
Кремене́цкое духо́вное учи́лище — недействующее низшее специальное учебное заведение Волынской епархии Украинской православной церкви, существовавшее с перерывами с 1817 по 1925 годы.

## История
Училище было основано в 1817 году в городе Остроге, путём выделения из Волынской духовной семинарии. В 1825 году, в связи с тем, что здания духовных учебных заведений пострадали в пожаре 1821 года, училище было переведено в город Аннополь.
С 1838 года училище разместилось в одной из построек бывшего Волынского лицея в городе Кременце.
Поступающие в училище должны были уметь читать и писать, знать четыре арифметических действия, молитвы и заповеди. Учебный план предусматривал изучение русского, церковнославянского, греческого и латинского языков, священной и светской истории, естествознания, географии, арифметики, богослужения, церковного пения и чистописания. Обучение продолжалось четыре года. Выпускники продолжали обучение в духовных семинариях (преимущественно — в Волынской), а также становились церковными причетниками и учителями начальных школ.
Во время первой мировой войны училище было эвакуировано, а в конце 1918 года вновь возобновило свою деятельность. В 1921 году училище было перемещено в село Дермань, а в 1925 году прекратило свою деятельность.